# Kasapovići (Zenica, BiH)
Kasapovići su naseljeno mjesto u gradu Zenici, Federacija Bosne i Hercegovine, BiH.
Nalaze se uz obalu Babine rijeke.

## Stanovništvo

### 1991.
Nacionalni sastav stanovništva 1991. godine, bio je sljedeći:
ukupno: 268
- Muslimani - 254 (94,78%)
- Hrvati - 5 (1,86%)
- Jugoslaveni - 9 (3,36%)

### 2013.
Nacionalni sastav stanovništva 2013. godine, bio je sljedeći:
ukupno: 266
- Bošnjaci - 250 (93,98%)
- Srbi - 7 (2,63%)
- Hrvati - 2 (0,75%)
- ostali, neopredijeljeni i nepoznato - 7 (2,63%)